# Azienda ospedaliera Santi Antonio e Biagio e Cesare Arrigo
L'Azienda Ospedaliero-Universitaria Santi Antonio e Biagio e Cesare Arrigo, o Azienda Ospedaliero-Universitaria di Alessandria, è la principale struttura ospedaliera della città di Alessandria. Dal 1993 è azienda ospedaliera di rilievo nazionale e di alta specializzazione e dal 2023 è policlinico universitario. L'ente ospita gli studenti di medicina, infermieristica e fisioterapia dell'Università degli Studi del Piemonte Orientale Amedeo Avogadro. Nella classifica sui migliori ospedali stilata nel 2013 dall'Agenzia nazionale per i servizi sanitari regionali il polo alessandrino occupa il terzo posto, dopo il San Raffaele di Milano e gli Spedali Civili di Brescia.
Il logo dell'Azienda ospedaliera è una stella a sei punte, chiaro riferimento alla cittadella di Alessandria.

## Storia

### Contesto
Alessandria viene fondata secondo la tradizione il 3 maggio 1168, ma solo dieci anni più tardi, nel 1178, grazie all'edificazione della cattedrale e delle fortificazioni, ottenne veramente il titolo di città. Prima di quel momento, era un insieme di abitazioni con tetti di paglia, lambite da strade dove l'acqua piovana e gli scarichi scorrevano liberamente, dirigendosi verso il Tanaro. Dalla fine del XII secolo e per circa cento anni, Alessandria fu teatro di cruenti conflitti tra guelfi e ghibellini che culminò con la sottomissione al Ducato di Milano nel 1316. Nonostante facesse parte di un potente ducato, e tale rimase fino al Trattato di Utrecht quando passò sotto il regno di Sardegna dei Savoia, Alessandria non godette delle stesse prosperità economiche e culturali di Pavia, ad esempio, dove i Visconti possedevano un castello e istituirono una delle prime accademie italiane. La città fu considerata strategica per le difese del Ducato, perciò venne fortificata. Tuttavia, non ricevette lo stesso tipo di investimento in infrastrutture come un grande ospedale. Generalmente, gli ospedali locali portavano il nome delle chiese a cui erano legati. Tali edifici erano piccoli, composta da poche stanze e capaci di accogliere solo un numero esiguo di pazienti. Offrivano più servizi di assistenza che cure mediche perché pochi erano i medici disponibili. Molti cittadini erano scettici verso l'idea di essere ricoverati in queste strutture e preferivano affidarsi alle cure tradizionali. Solo chi aveva la possibilità economica poteva permettersi una visita medica privata a casa, evitando luoghi spesso oscuri e mal mantenuti. In Alessandria, undici di questi ospedali collegati alle chiese sono menzionati nelle cronache storiche.

### I primi ospedali
Gli ospedali medievali e rinascimentali di Alessandria costituiscono un elemento significativo del patrimonio storico e culturale, riflettendo le esigenze assistenziali e sanitarie della società del tempo. Queste istituzioni, spesso promosse e gestite da confraternite, ordini religiosi o sostenute da famiglie nobiliari, si distinguevano per la specificità e finalità delle loro funzioni, che comprendevano l’assistenza sanitaria agli infermi, l’ospitalità dei pellegrini e l’aiuto ai bisognosi. La loro distribuzione tra il borgo di Bergoglio e il centro cittadino di Alessandria rispondeva a precise esigenze territoriali e sociali. L’analisi delle loro origini, della loro evoluzione e della loro gestione economica e amministrativa offre un quadro dettagliato delle interazioni tra strutture religiose, potere civile e dinamiche sociali nell'Alessandria medievale e moderna.
A Bergoglio erano presenti le seguenti strutture:
- spedale di sant'Antonio, presso la Porta delle Vigne verso la strada per Valenza, fu fondato nel 1295[7]. I fondi alla sua costruzione furono concessi dal cavaliere aurato Giovannino Guasco (*? †1295). Questa notizia di Girolamo Ghilini pubblicata nel 1666, viene smentita da Giuseppe Antonio Chenna nel 1785, sostenendo invece che l’ospedale sarebbe sorto molto più tardi e che Giovannino Guasco, vivente nel 1424, sarebbe stato solo un benefattore e non il fondatore[8]. Dalle tavole genealogiche della famiglia Guasco, pubblicate nel 1924, si evince che un Giovannino Guasco, cavaliere aurato, sia morto nel 1295[9], e che un altro Giovannino, capitano nell'esercito del re di Francia nel 1416, fosse vivente nel 1428[10], confermando sia l'instrumento di donazione del 1428, citato da Chenna, sia la tesi di Ghilini. Secondo Guasco entrambi fecero donazioni alla chiesa di sant'Antonio e santo Stefano, il primo fondando la struttura, il secondo continuando a contribuirne la sopravvivenza. Nel XVI secolo la struttura era in declino: nel 1565, il vescovo di Alessandria Girolamo Gallarati, durante una visita, dichiarò che in esso «nihil repertum est nec aliquod subsidium pauperibus Christi erogatur». Nel 1584, fu confermato che lo spedale fosse completamente abbandonato, e nel 1594 si rilevò che la chiesa si trovava ben fornita, ma l'ospedale non era in grado di ospitare i poveri senza grande disagio. Nel 1626, fu unita all'ufficio dell'inquisizione della chiesa di san Marco di Alessandria, sotto il pontificato di Urbano VIII. Al centro della volta, sopra l'altare, una cupola riportava, al punto d'incontro dei traversi in rilievo, lo stemma della famiglia Guasco; a destra e a sinistra due grandi lettere di color nero "Z" e "G". Dietro l'altare, sopra il coro, una nicchia racchiudeva la statua del santo, circondata da affreschi che, in basso, assumevano la foggia di due colonne con l'iscrizione: «Nobile more / Deus non irridetur / quæ enim seminavent homc / hæc et metet / ab Gallato ultimo» [11]. Alla base delle colonne dipinte altro stemma dei Guasco, con le iniziali "G" e "R". L'edificio religioso rimaneva, nel suo complesso, all'estremo lembo orientale del quartiere, prospiciente il baluardo omonimo all'estremità est della cinta nei pressi del fiume Tanaro. La chiesa è citata nelle stime per l'indennizzo alla demolizione di Bergoglio[12][13][14].
- spedale di san Cristoforo, era gestito dai Crocigeri, se ne fa menzione nei cataloghi delle chiese del 1350, in cui si legge sotto il quartiere di Bergoglio: «Hospitale s. Christophori»; «Hospitale s. Christophori de Bergolio»[15]. Si iniziò nel tempo a dare in commenda questo spedale, e nel 1566 lo possedeva, certamente con tale titolo, Federico Cancellieri, cameriere pontificio di papa Pio V. Con bolla del 18 gennaio dello stesso anno, lo unì allo spedale dei santi Antonio e Biagio, definendolo «ordinis fratrum Cruciferorum». Quest'ultimo ne entrò in possesso per atto del 12 giugno dell'anno medesimo, tramite il suo amministratore e il sindaco della città. Nell'atto, veniva nuovamente designato come «priorato domus, et ecclesiæ s. Christophori alias ordinis cruciferorum sit. extra & prope moenia quarterii Bergolii dictæ civitatis», cioè d'Alessandria, accennando tuttavia che la chiesa era «dirutam & desolatam»[16].
- spedale di san Giovanni, anche l'«Ecclesia sancti Joannis hospitalis de porta Alexii» viene menzionata nei cataloghi delle chiese del 1350[17]. Il complesso si trovava nei pressi della "porta Alexii" di Bergoglio, divenuta in seguito porta Asti, che era un'importante via di accesso. Lo statuto comunale menziona specificamente questa struttura nelle leggi che regolavano la manutenzione delle strade vicine e dei fossati[18]. Lo spedale è menzionato in un documento del 18 ottobre 1483, che ne descrive i beni affittati come parte del patrimonio della mensa vescovile[19].

In Alessandria erano presenti le seguenti strutture:
- spedale di san Giacomo d'Altopasso, Guglielmo e Ogerio Gambarini, membri di una nobile famiglia alessandrina, fondarono un spedale per pellegrini completato nel 1335. Nel 1350, Guglielmo lo dotò di fondi con un atto stipulato nel convento di san Giacomo d'Altopasso, nella diocesi di Lucca, legandolo a tale istituzione. La fondazione fu confermata solo nel 1489 da papa Innocenzo VIII. L'ospedale rimase sotto il patronato della famiglia Gambarini, che alternava la nomina del rettore tra i rami di Alessandria e Lucca[20]. Nel 1565, il vescovo di Alessandria Girolamo Gallarati visitò l'ospedale, trovando otto letti per i pellegrini, ai quali il rettore forniva solo ricovero, a meno che non fossero malati, in tal caso venivano assistiti con medico, medicine, alimenti adeguati e fuoco. Nel 1777, alla morte dell'ultimo rettore Scipione Calliani, il patronato passò esclusivamente ai Gambarini di Lucca, poiché il ramo alessandrino si era estinto. Il vescovo De Rossi, con l'approvazione dei Gambarini lucchesi, riuscì a ottenere la soppressione dell'ospedale, che venne convertito in una struttura per malati di mente. Il nuovo "spedale dei pazzerelli" fu eretto nel 1778, con l'amministrazione affidata alla confraternita della santissima Trinità, sotto il controllo del vescovo. Furono stabilite regole approvate dal re Vittorio Amedeo III nel 1780. Il precedente ospedale per pellegrini fu unito a quello per malati di mente, con l'adattamento degli edifici esistenti. Nel 1782, l'ospedale cominciò a ricevere e curare i malati, mentre l'anno successivo furono avviati i lavori per la costruzione di una nuova struttura. Nel 1791 fu costruita anche una nuova chiesa in luogo della precedente sullo stesso sedime.[21][22].
- spedale di san Bartolomeo, venne fondato da Fiorino Merlani nel 1389[23]. Contava quattordici letti «pro pauperibus personis infirmis, & peregrinis hospitandis», e ne riservò il patronato alla famiglia Castellani de Merlani. Nel 1565, come si evince dagli atti della visita di quell'anno, non aveva più di otto letti, e questi, insieme al resto, erano «male apta ad usum ipsum, adeoque male in eis hospitatur», e vi erano ospitate solo donne. Lo stesso avveniva nel 1594 e, successivamente, i letti furono ridotti a quattro, e questi destinati esclusivamente all'uso dei pellegrini, come si deduce chiaramente dalle visite del 1698 e del 1709. Nel 1773, per ordine sovrano, l'ospitalità in esso venne sospesa[24]. La chiesa, in affaccio sulla contrada successivamente denominata via Parma, ospitò nel 1807 la confraternita Domus Magnæ, successivamente fu venduta a privati e chiusa definitivamente nel 1830. L'edificio non è più leggibile nel costruito urbano.[25].
- spedale di san Lazzaro, poco è dato sapere, se non che è registrato nel catalogo del 1350 come chiesa legata ad un spedale, probabilmente per donne, poiché era gestito da una "ministra" e da due amministratori dei redditi. Nel catalogo, si legge: Ecclesia s. Lazari / D. Pagana, ministra dicti ospitalis; / D. Stephanus Guaschus; / D. Antonius Merlanus. In un catalogo successivo, invece, viene indicato che la chiesa era sotto la responsabilità dell'arcidiacono: Ecclesia sancti Lazari de Marengo / D. Archidiaconus tenet. Non è chiaro se la chiesa fosse gestita per ragioni personali o in qualità di arcidiacono della cattedrale, ipotesi quest'ultima che appare più probabile[26].
- spedale di san Giacomo degli Spagnoli, don Eramando di Gonzaga aveva fondato nel 1546 ad Asti un ospedale per i soldati infermi, ma quando il re di Spagna Filippo II restituì quella città alla casa reale di Savoia nel 1575, l'ospedale fu trasferito ad Alessandria. Inizialmente fu collocato in una casa vicina al monastero della santissima Annunziata, o meglio, vicino al seminario, che all'epoca era il convento dei Gesuati, come risulta da un atto del 26 febbraio 1577, in cui si menzionano come confinanti «jura conventus & ecclesia s. Hieronymi d. Jo. Baptista Granarius &c.». Si legge inoltre negli atti della visita del 1584 che dall'edificio si vedeva «intra septa monasterii». Successivamente l'ospedale fu trasferito nelle case vicine al convento di san Matteo dei cappuccini, come risulta da un atto stipulato il 28 agosto 1597 in quel convento, dove si citano come confinanti «jura hospitalis Hispanorum». L'ospedale prese il nome di san Giacomo degli Spagnoli, probabilmente perché era destinato principalmente ai soldati, che per lo più appartenevano a quella nazione, la quale dominava allora sul territorio. I governatori di Milano ne avevano il patronato e la gestione, successivamente la supervisione passò ai governatori di Alessandria. Una prima chiesa fu edificata, agli inizi del XVI secolo, dal dottor Francesco Garcilopez, medico reale e conservatore dello spedale, che poi fu dismessa ed utilizzata come magazzino. Quando fu completato il nuovo ospedale reale nella cittadella, l'ospedale di san Giacomo vi fu trasferito il 3 giugno 1782. La chiesa costruita all'interno dell'ospedale non fu più dedicata all'apostolo Giacomo, ma al beato Amedeo di Savoia[27].
- spedale di san Cristoforo, fuori della porta Genovese di Alessandria si trovava una chiesa e un ospedale, registrati nei cataloghi delle chiese del 1350 sotto il quartiere di Gamondio con l'espressione: «Ecclesia S. Christophori de porta Januæ» o «Januensi». Papa Martino V, con le sue bolle del 17 maggio 1427, lo aveva unito al convento degli agostiniani di san Giacomo della Vittoria. Il vescovo Cattaneo rivendicò il controllo dell'ospedale contro gli agostiniani, basandosi su un breve di papa Callisto II del 1457. La questione venne discussa davanti al vescovo di Spoleto, e si decise di risolverla tramite un arbitro, che stabilì che l'ospedale sarebbe stato diviso equamente tra il vescovo di Alessandria e il priore di san Giacomo. Papa Pio II approvò tale decisione, incaricando il vescovo di Orvieto[28] di confermarla, il che avvenne nel 1459 a Mantova. Da questo ospedale, pertanto, devono essere derivati alla mensa vescovile in buona parte quei fondi che essa possiede fuori della porta Genovese, nella regione denominata appunto san Cristoforo, come risulta dai registri delle misurazioni del territorio, soprattutto per quanto riguarda quelle porzioni di terreno adiacenti ad altre godute dal convento di san Giacomo[29].
- spedale della santissima Trinità, la confraternita, in una chiesa omonima in «rugata Villanovæ», gestiva un piccolo ospedale per i pellegrini, grazie ad una eredità riuscì a mantenere cinque letti per offrire ospitalità e supporto ai viandanti. Con il declino delle pellegrinazioni nel 1779 l'ospedale fu soppresso e unito al nuovo ospedale di san Giacomo d'Altopasso.
- spedale di san Biagio, con la rispettiva chiesa, si trovava all’angolo tra le contrade identificabili successivamente come via Milano e via Verona. Venne abbattuto nel 1579 per la costruzione della chiesa della santissima Annunziata[30]. Lo spedale di san Biagio si trasferì e, unendosi con quello di sant'Antonio, diedero vita allo "Spedal Grande dei santi Antonio e Biagio".
- spedale di sant'Antonio, è ricordato per la prima volta in un documento del 1493 in cui si parla «dell’hospitalis s. Antonii in quarterio Rovereti civitas Alexandriæ». Con la propria chiesa era situato sul lato destro della contrada successivamente denominata via Treviso, e si allungava sino a quella identificabile come largo Vicenza. Ampliato nel 1579, unendosi con lo spedale di san Biagio per volontà di papa Pio V, divenne «Spedal Grande dei santi Antonio e Biagio»[31]. La chiesa dell’ospedale era destinata esclusivamente alle funzioni religiose per i ricoverati, mentre funerali e sepolture avvenivano nella parrocchia di san Martino. Nel coro si trovava un busto di papa Pio V con epigrafe commemorativa, insieme ai busti di Biagio Arnuzzi, Biagio Moizi e Lorenzo Sappa, poi trasferiti nella navata nel 1776. Un rilievo del 1791, attribuito a Giuseppe Caselli, descrive la chiesa a navata unica con volta a botte, accessibile da un corridoio interno. Il presbiterio, visibile dalle camerate organizzate a "L", era situato all'incrocio tra queste.

## Strutture

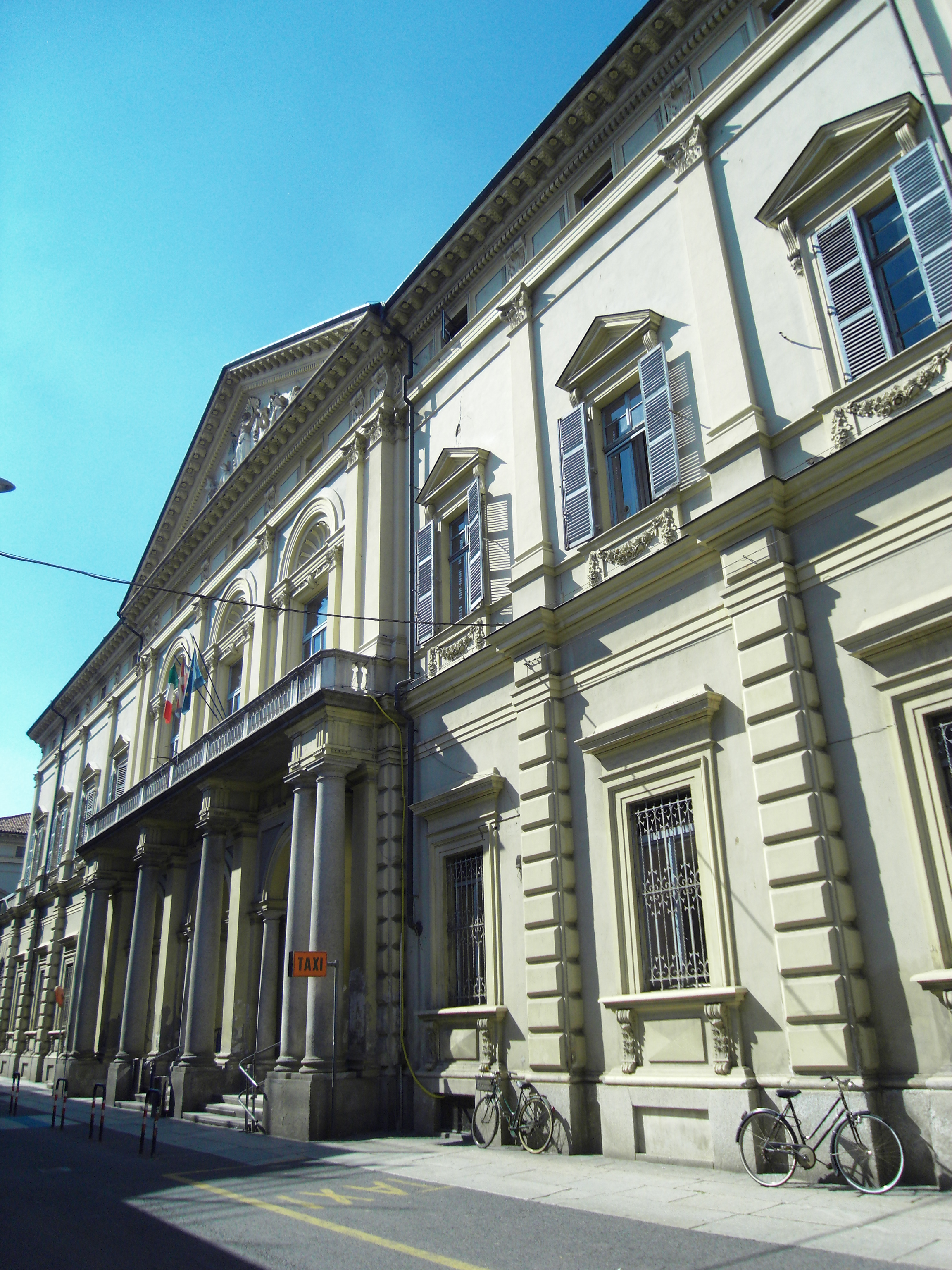
L'ingresso dell'ospedale civile

L'Azienda ospedaliera, oggi, gestisce i seguenti presidi sanitari:
- Presidio Civile "Santi Antonio e Biagio".

L'ospedale civile di Alessandria nacque nel 1567 dalla fusione di due ospedali preesistenti: l'ospedale di Sant'Antonio (situato presso il quartiere Gamondio) e l' ospedale di San Biagio (situato presso il quartiere di Rovereto). Il nuovo ospedale, voluto fortemente da papa Pio V, prese il nome di Spedal grande ed ebbe sede nel vecchio ospedale di Sant'Antonio. Nel 1782 iniziò la costruzione della nuova sede dell'ospedale, che venne inaugurata nel 1790. Del progetto originale, opera di Giuseppe Caselli, Leopoldo Valizone e Alessandro Antonelli, sopravvivono oggi la facciata neoclassica di Via Venezia, la chiesa e i portici. Nel Novecento l'ospedale venne ampliato con la costruzione di nuovi volumi. L'ospedale è centro di eccellenza per la ricerca oncologica: nei suoi locali si trova infatti l'AlessandriaBiobank, biobanca dedicata alla conservazione di campioni istologici prelevati (in oltre trent'anni di attività) da soggetti malati di mesotelioma. Dal 2022 la biobanca alessandrina fa parte della rete Orphanet.
- Presidio Infantile "Cesare Arrigo".

L'ospedale infantile fu fondato il 18 aprile 1886 e aperto al pubblico il 15 giugno 1890. La struttura pediatrica fu voluta fortemente da Cesare Arrigo, già primario del reparto di chirurgia dell'Ospedale Civile di Alessandria, il quale divenne primo direttore sanitario della nuova struttura pediatrica. Nel 1902, Cesare Arrigo morì e lasciò in eredità un'ingente cifra all'ospedale infantile, che da quel momento assumerà il suo nome. L'ospedaletto rappresenta la seconda struttura pediatrica del Piemonte dopo l'ospedale infantile Regina Margherita di Torino ed è una delle 13 strutture dell'Associazione Ospedali Pediatrici Italiani (AOPI). Dal 2019, all'interno della struttura si trova anche il Centro per la Patologia Digestiva Pediatrica "Umberto Bosio", centro all'avanguardia nella ricerca e nella cura delle patologie gastrointestinali infantili.
All'interno della struttura si trova una Family Room della Fondazione per l'infanzia Ronald McDonald: la struttura è adibita all'accoglienza delle famiglie dei piccoli pazienti.
- Presidio Riabilitativo "Teresio Borsalino".

Il Centro riabilitativo polifunzionale Teresio Borsalino, precedentemente noto come sanatorio antitubercolare Vittorio Emanuele III, fu costruito negli anni '30 grazie a una donazione di Teresio Borsalino. Inaugurato nel 1936 alla presenza di Vittorio Emanuele III, fu danneggiato gravemente dall'alluvione del Tanaro del 1994, in seguito ristrutturato è utilizzato come centro per la cura delle malattie pneumologiche e la loro riabilitazione.
- Poliambulatorio “Ignazio Gardella”.

Precedentemente noto come Dispensario antitubercolare
- Uffici Amministrativi “Santa Caterina”.
- Centrale Operativa Emergenza 118 e Base Elisoccorso.

## Dipartimenti
La struttura è organizzata nei seguenti dipartimenti ad attività integrata:
- Dipartimento internistico strutturale
- Dipartimento chirurgico strutturale
- Dipartimento dei servizi ospedalieri strutturale
- Dipartimento anestesia, rianimazione e blocchi operatori strutturale
- Dipartimento pediatrico-ostetrico strutturale
- Dipartimento di riabilitazione strutturale
- Dipartimento DEA funzionale
- Dipartimenti interaziendali
- Dipartimento attività ricerca e innovazione (dal 2020[43])

## Ricerca e collaborazioni scientifiche
L'ospedale dal 2022 è parte delle Reti di Riferimento Europeo (ERN) per lo studio e il trattamento delle malattie rare. Nel dettaglio, l'azienda ospedaliera fa parte di due reti: la rete di riferimento europea per le anomalie congenite ed ereditarie degli apparati digerente e gastrointestinale (in particolare la malattia di Hirschsprung) e la rete di riferimento europea sui tumori solidi dell’adulto (in particolare il mesotelioma).
L'ospedale collabora con numerose realtà italiane ed estere, tra cui:
- In Italia, il Politecnico di Torino, il Politecnico di Milano, l'Università di Torino, l'Università di Ferrara, l'Università di Tor Vergata, l'Istituto Ramazzini, la Fondazione IRCCS Istituto nazionale dei tumori,  l'Istituto di ricerche farmacologiche "Mario Negri" di Milano[46], l'Istituto Scientifico Romagnolo per lo Studio e la Cura dei Tumori di Meldola[47].
- All'estero, l'Università di Maastricht, l'Università di Utrecht[48], l'Università delle Hawaii[49], lo University College Dublin[50] e l'Ospedale pediatrico San Luca di Mosca[51].

## Patrimonio artistico
L'Azienda ospedaliera è parte dell'Associazione Culturale Ospedali Storici Italiani (ACOSI), circuito cui appartengono gli ospedali detentori di importanti patrimoni storici.
Dal punto di vista artistico, l'ospedale possiede un patrimonio composto da una biblioteca storica di oltre 1700 volumi, dei quali circa 400 precedenti al 1830, vasi di farmacia, ritratti di benefattori ed edifici progettati degli architetti Arnaldo e Ignazio Gardella. L'alto numero di strutture dei Gardella ha reso possibile anche la costituzione di veri e propri "percorsi gardelliani".

### Chiesa dell'ex sanatorio antitubercolare

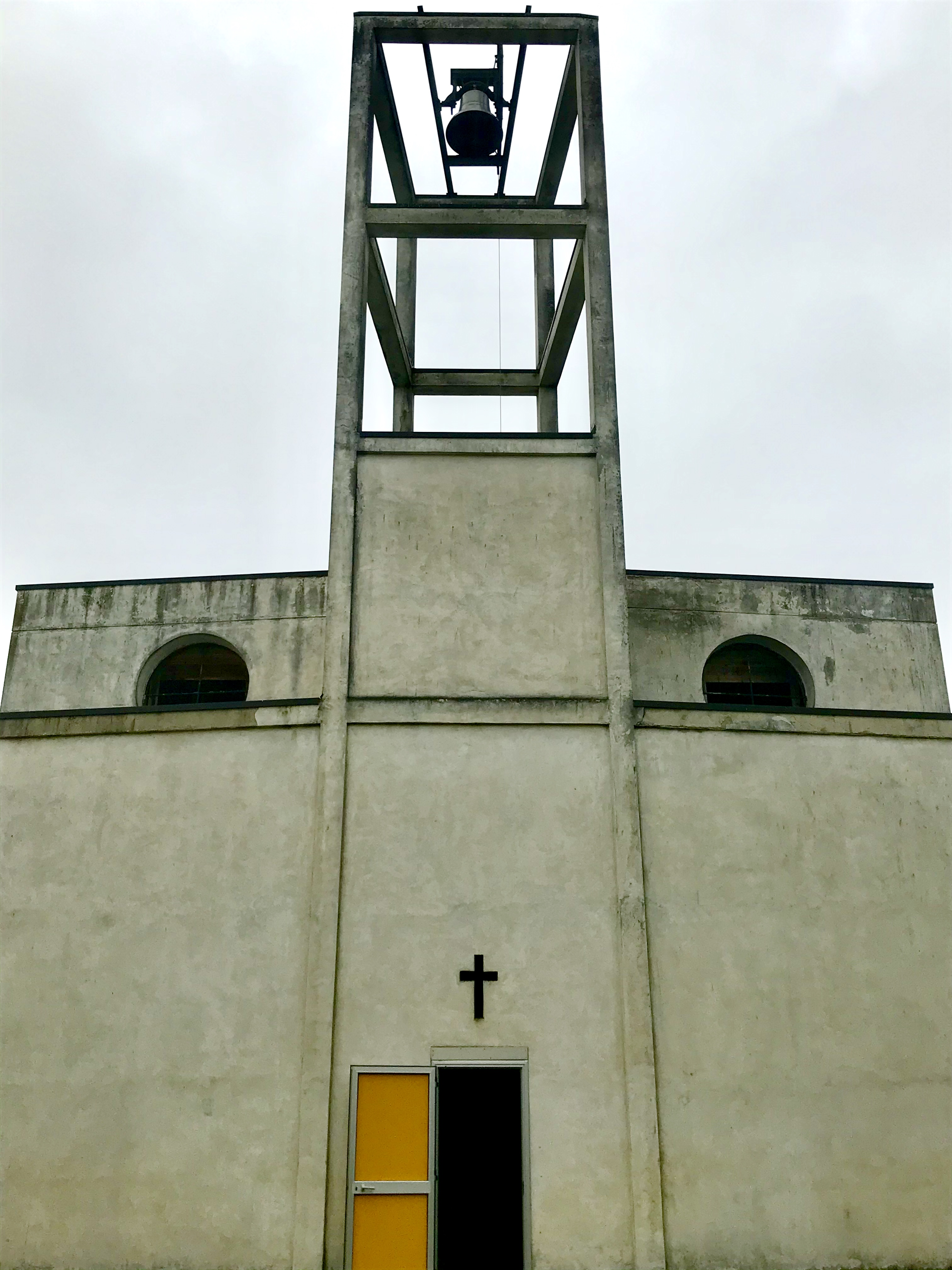
La facciata della chiesa di Gardella

All'interno del parco del Centro riabilitativo polifunzionale Teresio Borsalino si trova una chiesa razionalista, costruita negli anni Venti su progetto di Arnaldo, Ignazio Gardella e Luigi Martini. La chiesa, oggi abbandonata e inagibile, presenta una pianta parabolica; la navata centrale è divisa da un muro in due metà perfettamente simmetriche, una dedicata agli uomini e l'altra alle donne. Questa peculiarità è dovuta al fatto che, nei primi anni del Novecento, si pensava che le cure per la tubercolosi accendessero il desiderio sessuale, motivo per cui uomini e donne non potevano incrociarsi all'interno della chiesa. Ciononostante, l’altare è perfettamente visibile da entrambe le navate. Al censimento del FAI - Fondo per l'Ambiente italiano I Luoghi del Cuore 2020 ottiene, con oltre 30.000 voti, il primo posto nella categoria "Luoghi della Salute" e il quinto nella classifica generale.

### Museo dell'Ospedale Psichiatrico
Di proprietà dell'ASL, dove è anche collocato, il museo è stato inaugurato nel 2015 e si compone di tre sale espositive:
- nella prima si trovano utensili e oggetti privati degli internati, oltre che strumenti (come macchinette portatili per elettroshock o camicie di forza) utilizzati dal personale medico per il trattamento delle malattie mentali;
- nelle altre due stanze trova spazio il Museo Craniologico, contenente circa 200 teschi. L'allestimento della struttura museale risale al 1912[58].

I reperti conservati provengono dall'Ospedale San Giacomo, ex manicomio alessandrino operativo dal 1778 al 1978.

## Trasporti
L'ospedale civile, l'ospedaletto e il poliambulatorio Gardella sono collegati alla stazione di Alessandria dagli autobus della linea urbana 2 di AMAG mobilità. Il centro Borsalino è invece raggiungibile dalla stazione ferroviaria attraverso le linee Alessandria-Valenza 1 e 2.

### Codici, archivistica
- (LA) Codex Statutorum Magnifice Communitatis Atque Diœcæsis Alexandrinæ [Codice degli statuti della magnifica comunità e diocesi di Alessandria], Alessandria, Francesco Moscheni & F.lli, 1547.
- Santi Antonio e Biagio di Alessandria, ospedale, su san.beniculturali.it, Ministero della Cultura.

### Storica, annalistica
- Girolamo Ghilini, Annali di Alessandria, Milano, Gioseffo Marelli, 1666.
- Giuseppe Antonio Chenna, Del Vescovato de' Vescovi e delle Chiese della Città e Diocesi d'Alessandria, Alessandria, Ignazio Vimercati Stampatore, 1786.
- Gianfranco Calorio, Bergolium: il Territorio e l'Abitato, volume primo, Castelnuovo Scrivia (AL), Casa Editrice Favolarevia, 2000.
- Antonella Perin e Carla Solarino (a cura di), Chiese, conventi e luoghi pii della città di Alessandria, collana BCA. Studi e ricerche, n. 7, Alessandria, Edizioni dell'Orso, 2007.
- Giovanni Maconi, Storia dell’Ospedale dei santi Antonio e Biagio di Alessandria, Marco Vimercati (grafica di), 2ª ed., Recco, Le Mani - Microart’s Edizioni, 2012  [2003], ISBN 978-88-8012-141-1.

### Genealogica, araldica
- Francesco Guasco di Bisio, Famiglia Guasco di Alessandria, in Tavole genealogiche di famiglie nobili alessandrine e monferrine dal secolo IX al XX, vol. 1, Casale, Tipografia Cooperativa Bellatore, Bosco & C., 1924.

### Risorse in rete
- Organizzazione aziendale, su ospedale.al.it, Regione Piemonte.
- Presidi, su ospedale.al.it, Regione Piemonte.
- Alessandria. Il Settecento, su comune.alessandria.it, Comune di Alessandria.